# Receptor del Año
En la Liga Venezolana de Béisbol Profesional, el Receptor del Año es un premio dado al receptor más sobresaliente anualmente por la liga. El premio fue establecido en la temporada 2011-12, ganándolo por primera vez Héctor Sánchez de los Tiburones de La Guaira, quien a su vez ganó el premio al Novato del Año esa temporada.
El premio es llamado Manuel Pollo Malpica en honor a quien fue uno de los grandes receptores de Venezuela, además de ser mánager de la selección de béisbol de Venezuela campeona de la Copa Mundial de Béisbol en 1941.
Los miembros de los Cardenales de Lara han ganado el mayor número de premios de cualquier franquicia (con 2), seguidos muy de cerca por tres equipos.
El galardón, usualmente era decidido por la junta directiva de la liga, pero a partir de la temporada 2018-19 es concedido a través de una escogencia realizada por la empresa Numeritos Gerencia Deportiva (NGD) y LineUp Internacional.[cita requerida]

## Ganadores
| Año     | Receptor            | Equipo                 |
| ------- | ------------------- | ---------------------- |
| 2011-12 | Héctor Sánchez      | Tiburones de La Guaira |
| 2012-13 | Gustavo Molina      | Caribes de Anzoátegui  |
| 2013-14 | Anderson De La Rosa | Cardenales de Lara     |
| 2014-15 | Carlos Pérez        | Leones del Caracas     |
| 2015-16 | Gabriel Lino        | Cardenales de Lara     |
| 2016-17 | Francisco Díaz      | Bravos de Margarita    |
| 2017-18 | No se entregó       | No se entregó          |
| 2018-19 | Francisco Arcia     | Cardenales de Lara     |